# Rah-Mon Roma
Rah-Mon Roma és un cantant-animador infantil i rondallaire, originari de Sabadell i en actiu des de l'any 1985. Amb més de 5000 actuacions en directe, ha acostat la seva música a escolars i famílies de tot Catalunya, i a vegades ha actuat també en altres comunitats i altres països (França, Bèlgica, Luxemburg, Itàlia, Costa d'Ivori, Egipte, Mèxic, Nicaragua, Guatemala, Xina i Corea del Sud). Al llarg de més de trenta anys ha presentat espectacles d'animació infantil, teatre familiar i sessions de contes. Molt prolífic quant a publicacions, ha enregistrat i publicat discos i CD-rom, amb temes originals, populars i adaptacions, ha escrit contes, reculls de cançons i llibres, i ha col·laborat en una colla de treballs musicals. Una de les característiques de la seva producció artística és la mirada musical al món, adaptant cançons i danses populars i tradicionals que la mainada d'arreu del món canta i balla. Algunes de les seves cançons esdevenen eines populars a les escoles, com Som molta colla, La classe malalta, Si marxem d'excursió, Sono andatto dal dottore, La sopa, Xics i grans...
Ha format part de grups com A la xirinxina, Manda'n'ga, la Cia de l'Ou Ferrat, Els Seegers, Sopetes i, darrerament, Els Dials. (Referència inicial de l'entrada)

## Discografia
- Un farcell farcit (1990 i reedició digital el 2012)
- Cantem-hi, vol 1 i vol 2 (1991 i reedició digital el 2012)
- Patxinta (1992, reedició augmentada en CD del 1996)
- É wò Afrika (1995 i reedició digital el 2012)
- Per Nadal, pas de pardal (1995)
- Sopa de meravelles (1998)
- Som molta colla Arxivat 2012-06-21 a Wayback Machine. (2002)
- C@ntant Arxivat 2016-06-12 a Wayback Machine. (2003)
- Els Hits amb ets i uts Arxivat 2012-06-20 a Wayback Machine.. Doble recopilatori (2005)
- Els Seegers en directe (2006)
- Akwaba, cançons i contes africans DVD (2010)
- Contes d'instruments del món DVD (2010)
- Supermercat de joglars DVD (2010)
- Patim, patam, La banda sonora. Cia de L'Ou Ferrat (2011)
- Vacances. Single de la Cia de L'Ou Ferrat (2012)
- De paseo por el mundo (2012)
- ¡Nos vamos de fiesta! (2012)
- Ràdio Europa (catalan version) (2014)
- Ràdio Europa (spanish version) (2014)
- Per Nadal 2.0 (2016, Publicat a Bandcamp)
- Reach Up High / Vinga, ben amunt! (llibre i 2 CDs amb playbacks pendents de publicació)
- Lullabyhullaballoo (2023, Publicat a Bandcamp)

També ha participat en altres discos:
- Tradicionàrius'96 (1996)
- Catàleg AMAPEI (2001)
- Encara ens encantes. Homenatge a en Xesco Boix (2009)
- Si per un dia... Els drets dels infants en cançons (2009)
- 10 anys d'AMAPEI (2011)
- A l'hivern, el millor amic és un bon abric (2012)
- European Playground (Re-Release) (2012)
- 5472m. Xiula (2016)
- L'any de la picor. La Puça (2017)
- El poder de la cançó. Tren Seeger (2020)
- Cançons menudes. Albert Palau (2021)